# Charles Hawtrey
Charles Hawtrey, właśc. George Frederick Joffre Hartree (ur. 30 listopada 1914 w Hounslow, zm. 27 października 1988 w Deal) – brytyjski aktor komediowy. Jego filmowy pseudonim pochodzi od teatralnej postaci, rycerza sir Charlesa Hawtreya.

## Życiorys
Jego filmowa kariera trwała ponad pięćdziesiąt lat. Pierwszą rolę zagrał już w 1922 roku i był to występ cameo (obecnie uznany za zaginiony film Tell Your Children w reżyserii Donalda Crispa), ostatnią w roku 1977 (To See Such Fun). Kariera aktorska Charlesa, łącznie z występami w teatrze, trwała ponad sześćdziesiąt lat (aktor wystąpił, jak się szacuje, w prawie dwóch tysiącach spektakli).
O jego prywatnym życiu niewiele jest wiadomo, lecz nie może to dziwić zważywszy, że w czasach młodości aktora zachowania homoseksualne były karalne więzieniem. Hawtrey nie ukrywał jednak, iż jest gejem; ponadto jest uznawany za jednego z pierwszych brytyjskich aktorów, którzy wspomnieli o tym publicznie.